# Omar Elborolossy
Omar Elborolossy (* 11. Oktober 1975 in Gizeh) ist ein ehemaliger ägyptischer Squashspieler.

## Karriere
Omar Elborolossy begann bereits als Juniorenspieler seine professionelle Karriere im Jahr 1993 und gewann im Laufe derer insgesamt 14 Titel auf der PSA Tour. 1994 erreichte er das Finale der Weltmeisterschaft der Junioren. Dieses verlor er gegen seinen Landsmann Ahmed Barada mit 0:9, 9:7, 9:3, 3:9 und 2:9. Sein bestes Resultat bei Weltmeisterschaften der Herren erzielte er mit dem Einzug ins Achtelfinale 1999. Mit der ägyptischen Nationalmannschaft nahm er inklusive der Junioren an sieben Weltmeisterschaften teil. Mit dem Gewinn der Weltmeisterschaft 1999 erzielte Omar Elborolossy dabei seinen größten Erfolg. Im Finale gegen Wales bezwang er David Evans mit 3:1 und sicherte Ägypten damit vorzeitig den Titelgewinn.
Sein letztes Spiel auf der World Tour bestritt er 2008 beim Hurghada International gegen Mohammed Abbas. Die höchste Notierung in der Weltrangliste erreichte er mit Rang 14 im Juni 2001.
Bereits im Juni 2005 gründete er die Elborolossy Squash Academy, in der neben der Betreuung ägyptischer Spitzenspieler wie Karim Darwish oder Raneem El Weleily vor allem die Talentförderung im Vordergrund steht. Er leitet die Akademie gemeinsam mit seiner Ehefrau Salma, mit der einen Sohn und eine Tochter hat. Sie ist die Schwester des viermaligen Weltmeisters Amr Shabana. Ab dem 1. November 2013 war er Nationaltrainer der ägyptischen Nationalmannschaften der Herren, Damen und Junioren. Er löste damit Amir Wagih ab, mit dem Elborolossy 1999 Mannschaftsweltmeister wurde. 2015 wurde er wiederum von Amr Shabana abgelöst.
Parallel zu seiner Squashkarriere schloss Omar Elborolossy im Jahr 2000 ein Studium des Bauingenieurwesens an der American University in Cairo ab.

## Erfolge
- Weltmeister mit der Mannschaft: 1999
- Gewonnene PSA-Titel: 14